# Caliothrips fasciatus
Caliothrips fasciatus är en insektsart som först beskrevs av Theodore Pergande 1895.  Caliothrips fasciatus ingår i släktet Caliothrips och familjen smaltripsar. Inga underarter finns listade i Catalogue of Life.